# Ngarum (Grabagan)
Ngarum is een bestuurslaag in het regentschap Tuban van de provincie Oost-Java, Indonesië. Ngarum telt 1617 inwoners (volkstelling 2010).